# Académie royale d'Irlande
L’Académie royale d'Irlande (en anglais : Royal Irish Academy ; en irlandais : Acadamh Ríoga na hÉireann) est l’une des plus importantes sociétés savantes d’Irlande. Elle est fondée en 1785 et ses premiers membres sont des artistes, des scientifiques et des écrivains de toute l’île. Le candidat est soumis à une élection, en général après la publication d'une œuvre scientifique importante. Les membres indiquent le sigle MRIA après leur nom. De plus, des personnalités étrangères peuvent être choisies comme membre honorifique en fonction de leur œuvre et si celle-ci a une relation avec l’Irlande.

## Situation et collection
Depuis 1951, l’Académie est située au 19 Dawson Street dans le centre de Dublin. Construit vers 1750, le bâtiment comporte une décoration en plâtre et possède une salle de réception réalisée en 1854 par Fredrick Villiers Clarendon. Celle-ci est aujourd’hui utilisée pour des conférences, des expositions et des débats publics. 
La bibliothèque de l’Académie possède d’importants et anciens manuscrits irlandais. Certains de ses plus précieux objets sont déposés au Muséum national d’Irlande. Parmi ses pièces les plus précieuses figurent le Cathach, plus ancien manuscrit connu en écriture irlandaise, et le Lebor na hUidre, qui contient les premières versions connues de sagas irlandaises en langue vernaculaire, dont la Táin Bó Cuailnge.

## Missions et travaux
L’Académie soutient l’excellence académique en reconnaissant les chercheurs ayant atteint une distinction élevée dans leur domaine. L’élection des membres s’effectue au sein de la communauté universitaire, à travers toute l’Irlande. Elle administre des comités nationaux, attribue chaque année des subventions et des prix de recherche, et mène également ses propres programmes scientifiques.
Parmi les grands projets pilotés par l’Académie figurent un dictionnaire historique de la langue irlandaise depuis 1600, un dictionnaire du latin médiéval issu de sources celtiques, un dictionnaire biographique irlandais, un atlas historique des villes d’Irlande, ainsi qu’un projet d’édition de documents historiques sur la politique étrangère irlandaise.

## Membres de l'académie
- Richard Kirwan (1733-1812), chimiste, météorologiste et minéralogiste ;
- James Gandon (1743-1823), architecte ;
- Henry Grattan (1746-1820), homme politique ;
- George Petrie (1790-1866), peintre, musicien, antiquaire, archéologue et collecteur ;
- Sir William Rowan Hamilton (1805-1865), mathématicien ;
- Sir Francis Beaufort (1774-1857), hydrographe, auteur de l’échelle de Beaufort ;
- Sir William Wilde (1815-1876), médecin ;
- Eoin MacNeill (1867-1945), historien et homme politique ;
- Maud Joynt (1868-1940), linguiste ;
- Seán Lemass (1899-1971), homme politique ;
- Walter Heitler (1904-1981), physicien ;
- Sir William McCrea (1904-1999), astronome ;
- Cearbhall Ó Dálaigh (1911-1978), homme politique.